# آنتون کراسنوهورسکی
آنتون کراسنوهورسکی (چکی: Anton Krásnohorský؛ ۲۲ اکتبر ۱۹۲۵ – ۲۵ ژوئیهٔ ۱۹۸۸) یک بازیکن فوتبال اهل چکسلواکی بود.
از باشگاه‌هایی که در آن بازی کرده‌است می‌توان به باشگاه فوتبال ژیلینا و دوکلا پراگ اشاره کرد. وی سابقه ۹ بازی در تیم ملی فوتبال چکسلواکی را در کارنامه دارد.